# Wyriza
Wyriza (russisch Вы́рица, finnisch Viiritsa) ist eine Siedlung städtischen Typs in der Oblast Leningrad (Russland) mit 14.873 Einwohnern (Stand 1. Januar 2024).

## Geographie
Die Siedlung liegt etwa 60 km südlich des Oblastverwaltungszentrums Sankt Petersburg vorwiegend am rechten Ufer des Oredesch, eines rechten Nebenflusses der Luga.
Wyriza gehört zum Rajons Gattschinski und befindet sich gut 20 km südöstlich von dessen Verwaltungszentrum Gattschina. Es ist Sitz der Stadtgemeinde Wyrizkoje gorodskoje posselenije zu der weitere 21 Dörfer, vier Siedlungen und ein Weiler gehören. Die größten sind die Dörfer Gorki (6 km östlich), Miny (3 km östlich) und Nikolskoje (2 km östlich) sowie die Siedlungen Nowinka (25 km südlich), bei der Bahnstation Sludizy (12 km südlich) und Tschaschtscha (35 km südlich).

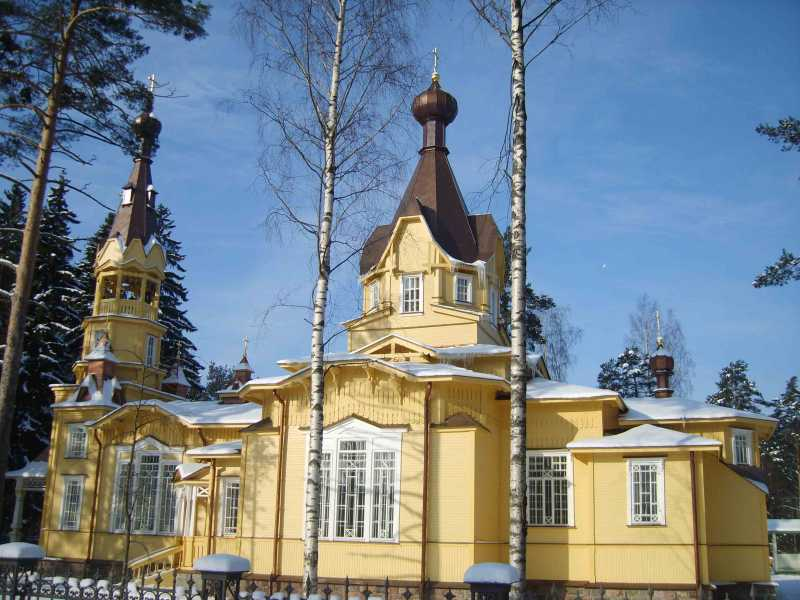
Peter-Pauls-Kirche
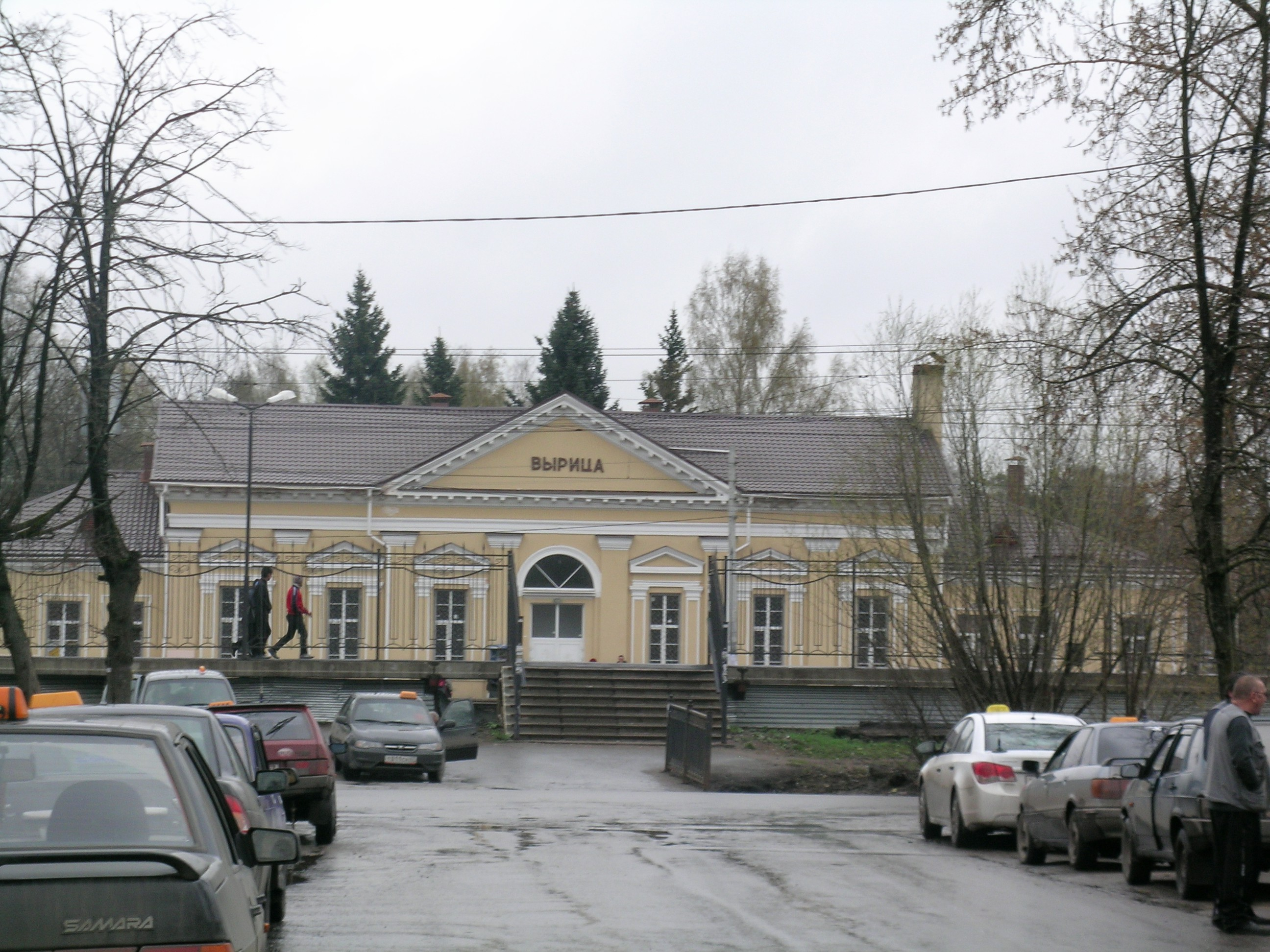
Bahnhof
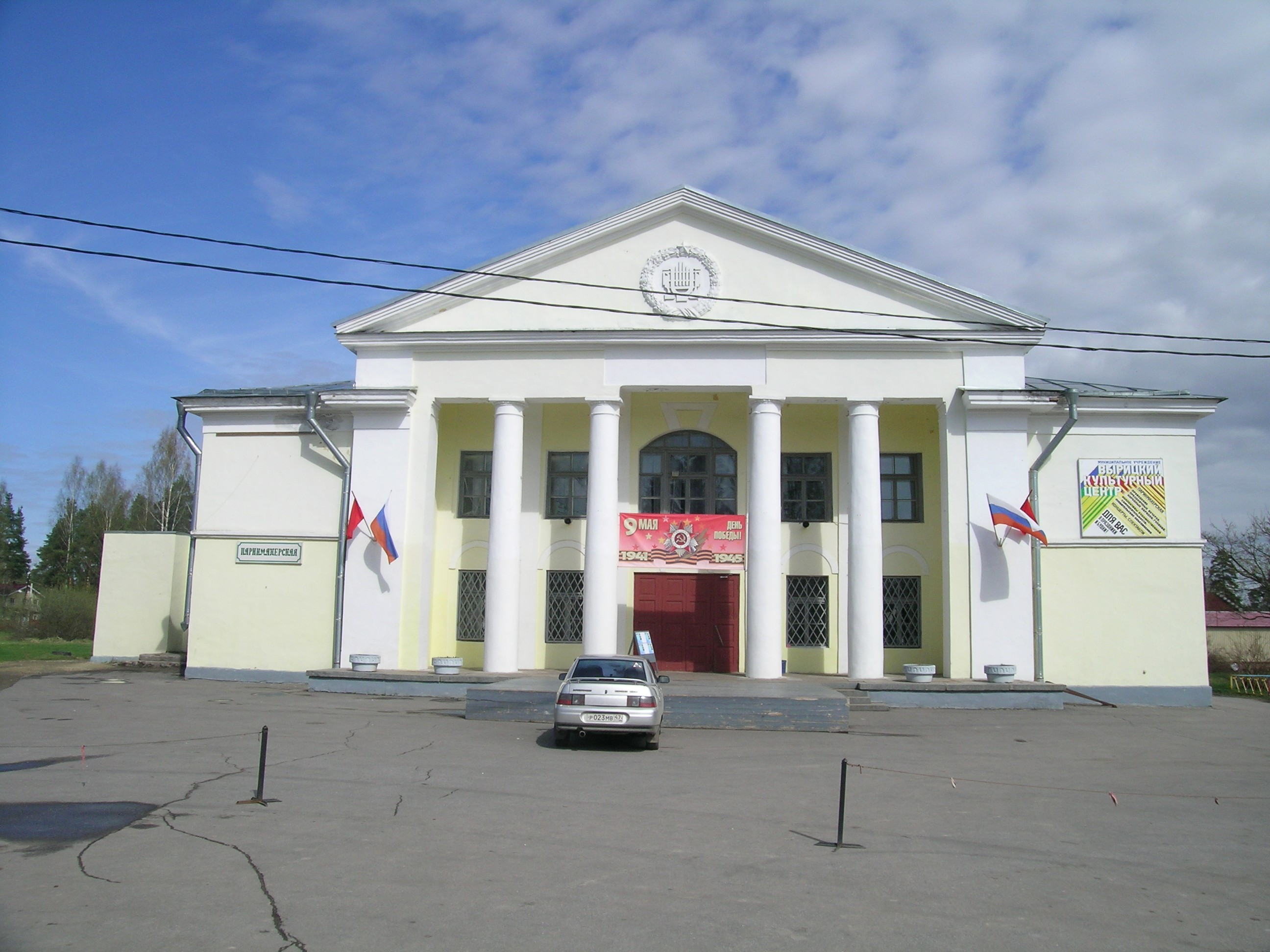
Kulturzentrum

## Geschichte
Der Ort wurde erstmals in schwedischen Dokumenten von 1676 in der Schreibweise Werektca erwähnt. Die Bezeichnung geht auf das finno-ugrische võru für Ring zurück, wie der Name der estnischen Stadt Võru.
Zu Beginn des 20. Jahrhunderts gehörten die Ländereien um Wyriza dem Fürsten Fjodor Wittgenstein aus dem russischen Zweig des Adelsgeschlechts Sayn-Wittgenstein. Nach der Eröffnung der Eisenbahnstrecke (Sankt Petersburg –) Pawlowsk – Dno – Witebsk der damaligen privaten Moskau-Windau-Rybinsker Eisenbahn 1904 sollte beim Dorf Wyriza ab 1906 eine „Muster-Gartenstadt“ für wohlhabende Petersburger entstehen. Die Pläne wurden nur ansatzweise umgesetzt und durch den Ersten Weltkrieg und die Oktoberrevolution 1917 unterbrochen.
1938 erhielt Wyriza als „Datschensiedlung“ den Status einer Siedlung städtischen Typs. Im Zweiten Weltkrieg war der Ort während der Leningrader Blockade von August 1941 bis zum 29. Januar 1944 von der deutschen Wehrmacht besetzt.

### Bevölkerungsentwicklung
| Jahr | Einwohner |
| ---- | --------- |
| 1926 | 2.920     |
| 1939 | 11.497    |
| 1959 | 13.669    |
| 1970 | 14.554    |
| 1979 | 13.637    |
| 1989 | 12.656    |
| 2002 | 11.163    |
| 2010 | 11.884    |

Anmerkung: Volkszählungsdaten

## Sehenswürdigkeiten
In Wyriza befinden sich die Peter-Pauls-Kirche (церковь Петра и Павла, zerkow Petra i Pawla) von 1908 und die Kirche der Ikone der Gottesmutter von Kasan (церковь Казанской иконы Божией Матери, zerkow Kasanskoi ikony Boschjei Materi) von 1912.

## Verkehr
Wyriza liegt an der Bahnstrecke Sankt Petersburg Witebsker Bahnhof – Dno – Wizebsk (Streckenkilometer 59; bis dort seit 1962 elektrifiziert, weiter bis Oredesch seit 1988/1989), von der dort eine 1962 erbaute 7 km lange Nebenstrecke abzweigt, die im Bereich des Ortes mehrere Haltepunkte hat und am Bahnhof Wyriza-Possjolok endet. Es besteht Vorortverkehr nach Sankt Petersburg.
Durch Wyriza verläuft die Regionalstraße 41A-003 (früher R40) auf ihrem Abschnitt zwischen der M10 Rossija (Moskau – Sankt Petersburg) bei Tosno und der R23 (Sankt Petersburg – Pskow – Newel, früher M20). Nach Norden besteht über die 41K-108 Anschluss an die gut 10 km entfernte föderale Fernstraße A120, den Südlichen Halbring um Sankt Petersburg.

## Persönlichkeiten
Zu den Persönlichkeiten, die in Wyriza Sommerhäuser hatten, dort längere Zeit wohnten oder dort häufig weilten, gehören der finnische Künstler Aleksanteri Ahola-Valo (in seiner Jugend, 1907–1919), der Philosoph und Publizist Wassili Rosanow, der Philologe Dmitri Lichatschow, der Schriftsteller Witali Bianki und der Schauspieler Kirill Lawrow.

### Söhne und Töchter des Ortes
- Iwan Jefremow (1908–1972), Paläontologe und Schriftsteller
- Gennadi Moissejew (1948–2017), Motocrossfahrer